# Athenaeum (folyóirat)
Athenaeum címmel első ízben Bajza József és Vörösmarty Mihály adtak ki politikai-társadalmi-irodalmi folyóiratot 1837 és 1843 között. A Beöthy Zsolt által szerkesztett hasonló című folyóirat 1873–1874-ben jelent meg. Ugyanezzel a címmel jelent meg 1892 és 1947 között a Magyar Filozófiai Társaság kiadásában Philosophiai és államtudomány alcímmel egy folyóirat Pauer Imre Rudolf és Alexander Bernát szerkesztésében. Athenaeum humántudományi folyóirat címmel 1991-ben is megjelent egy folyóirat, főszerkesztője Bacsó Béla.
A folyóiratok névadója az Athenaeum, Pallasz Athéné (latinul Athenae) görög istennő híres ókori temploma volt.

## Athenaeum (1837–1843)
Az 1832–36. évi országgyűlés reformtörekvéseit az udvar ellenezte, a legtöbb javaslatot visszautasította, befejezését követően pedig elfogatta az országgyűlési ifjakat. Ebben a helyzetben nagy szükség mutatkozott egy olyan politikai jellegű lapra, amely az ellenzéki törekvések összefogását tűzi ki céljául. 1836-ban Bajza felvetésére Vörösmarty Mihály és Toldy Ferenc folyamodtak lapengedélyért – Bajzának valószínűleg nem adták volna meg. 1837. január 1-jén jelent meg a lap első száma Bajza főszerkesztésében, s ettől kezdve hetenként kétszer került az előfizetők postaládájába.
A folyóirat honosította meg a szerzők rendszeres honorálását: ívenként fizettek a szerzőknek, ami jelentősen hozzájárult a munkatársak számának növekedéséhez. Már kezdetben megnyerték a lapnak Kölcsey Ferencet, majd Vajda Pétert, Kazinczy Gábort is. Az lap kiállt amellett, hogy a reformtörekvéseknek nem a nemesség, hanem a felvilágosult polgárság képezheti az alapját. Folyamatosan ismertették a nyugati politikai folyamatokat – elsősorban angol és amerikai példákat mutatva, s néhol talán túlzó rajongással fordulva nyugat felé. A lap honosította meg az útleírásokat, elsősorban fejlettebb társadalmakról szóló beszámolókat közöltek Hunfalvy Páltól, Szemere Bertalantól, Irinyi Józseftől.
Folyamatosan közölték Bajza József színikritikáit – gyakorlatilag Bajza volt a hazai műkritika megteremtője, de a Magyar játékszíni krónika rovatban Vörösmartytól is számos kritikai írás megjelent. A hazai drámai és operai színjátszás közti vitában Bajza vezetésével az Athenaeum köré csoportosuló liberális értelmiségiek a drámát féltve vitáztak Erkel Ferenccel.
A lap folyamatosan közölt szépirodalmi műveket – így hosszú ideig Vörösmarty versei is itt jelentek meg. Az Athenaeumban jelent meg első verse Petőfi Sándornak (1842-ben) és Gyulai Pálnak is.
A folyóirat a reformok szószólójaként hozzájárult ahhoz, hogy az elszigetelt helyi problémák össztársadalmi üggyé váljanak. Gyakran foglalkozott a kormányzás, törvényhozás, önigazgatás reformjával, a kapitalista viszonyokra való áttéréssel. Az oktatás, pedagógia kérdései is rendre terítéken voltak.
A lapnak számos ellensége volt: a cenzorok és besúgók folyamatosan figyelték a lapot, s számos írást nem engedtek közölni – gyakran még ártalmatlan dolgozatokban is ellenzéki gondolatokat fedeztek fel. Ugyanakkor mivel a lap a polgárság szerepének hangsúlyozására törekedett, az arisztokraták is ellenségesen viszonyultak hozzá.
1841-ben beindult a Pesti Hírlap, mellyel az Athenaeum már nem tudott versenyezni, így mind az előfizetők, mind a munkatársak száma folyamatosan csökkent. Bajza 1843-ban jelentette be a lap megszűnését, s jelezte, hogy az Athenaeumnak a politikai ébredés és a Pesti Hírlap ártott ugyan, de hozzátette: „mely ébredésnek… senki nem örvendett őszintébben, mint mi”.
- Digitalizált kötetek a REAL-J-ben

## Athenaeum (1873–1874)
A Beöthy Zsolt által szerkesztett ily című társadalmi, politikai, irodalmi és művészeti hetilap 1873-74-ben jelent meg.

## Athenaeum (1892–1947)
Az 1892-ben induló Athenaeum – philosophiai és államtudományi folyóirat 1914-ig a Magyar Tudományos Akadémia filozófiai és államtudományi folyóirataként jelent meg. Azt, az 1901-ben megalakult Magyar Filozófiai Társaság – a Magyar Tudományos Akadémia hozzájárulásával – 1915-től a Társaság folyóirataként jelentette meg. A Társaság feloszlatásának évében, 1948-ban, már nem adtak ki folyóiratszámot. – Általában évi 4, majd 6 számot, évente újrakezdődő folyamatos lapszámozással adtak ki. – Szerkesztők: Pauer Imre (1892–1914); Alexander Bernát (1915–1919); Halasy-Nagy József (1920–1923 – szerkesztősége idején még: Nagy József); Kornis Gyula (1924–1926); Dékány István (1927–1931); Prohászka Lajos (1932–1939); gróf Révay József (1940–1944); Faragó László (1945–1946); Pozsonyi Frigyes és Varga György Mihály (1947).
- Digitalizált kötetek a REAL-J-ben

## Athenaeum (a rendszerváltozást követően)
1991-től – mindössze tíz szám – Bacsó Béla filozófus és esztéta szerkesztésében jelent meg az Athenaeum humántudományi folyóirat. A lap elsősorban tematikus fordítás-összeállításokkal jelentkezett, és hermeneutikai irányú és esztétikai tárgyú dolgozatokat közölt.
2015-től Szentpéteri Nagy Richard alkotmányjogász szerkesztésében jelenik meg Athenaeum Konzervatív Szemle címmel államtudományi folyóiratként. Az új folyam a tágan értelmezett államtudomány szakterületeihez tartozó (jogtudományi, közgazdaságtani, szociológiai) írások mellett szépirodalmi műveknek is teret szentel. A folyóirat megtalálható a Magyar Tudományos Művek Tára (MTMT) adatbázisában.